# Dagmar Everding
Dagmar Everding (* 1954) ist eine deutsche Architektin und Hochschullehrerin.
Everding war von 1985 bis 1986 Bundesvorsitzende der Deutschen Jungdemokraten. Sie wurde 1997 an der Universität Kassel mit einer Studie über lokale und regionale Erneuerungsprozesse im Ruhrgebiet promoviert. Später war sie Professorin für Architektur und nachhaltige Stadtentwicklung an der Hochschule Nordhausen.

## Schriften
- Handbuch barrierefreies Bauen. Leitfaden zur DIN 18040 und weiteren Normen des barrierefreien Bauens. Mit 18 Tabellen. Köln 2011, ISBN 978-3-481-02030-9; 2. Auflage, 2015.
- Pioniere des ökologischen Stadtumbaus und einer nachhaltigen Regionalentwicklung. Eine vergleichende Untersuchung der Erneuerung im nördlichen Ruhrgebiet und in Berlin-Kreuzberg. Köln/Duisburg 2008, ISBN 978-3-86553-267-1.
- (Hrsg.): Solarer Städtebau. Vom Pilotprojekt zum planerischen Leitbild. Stuttgart 2007, ISBN 978-3-17-017413-9.
- mit Michael Kruse, Harald Kugel (Hrsg.): Demokratie in Deutschland. Bewährungsprobe Globalisierung. Köln 1999, ISBN 3-89438-173-6.